# آوت ران
آوت ران (به ژاپنی: アウトラン، Out Run) یک بازی ویدئویی طراحی شده توسط یو سوزوکی و سگا-ای‌ام۲ در سال ۱۹۸۶ است. این بازی به علت سخت‌افزار ابتکاری، موسیقی و گرافیک پیشرو خود مشهور است.